# Acronia vizcayana
Acronia vizcayana es una especie de escarabajo longicornio del género Acronia, tribu Pteropliini, subfamilia Lamiinae. Fue descrita científicamente por Vives en 2009.
Se distribuye por Filipinas. Mide aproximadamente 18 milímetros de longitud. El período de vuelo de esta especie ocurre en el mes de mayo.